# Diclidurus scutatus
Diclidurus scutatus är en fladdermusart som beskrevs av Peters 1869. Diclidurus scutatus ingår i släktet Diclidurus och familjen frisvansade fladdermöss. IUCN kategoriserar arten globalt som livskraftig. Inga underarter finns listade i Catalogue of Life.
Hanar är med en kroppslängd (huvud och bål) av cirka 68 mm och en genomsnittlig vikt av 13,6 g större än honor. Honor blir cirka 65 mm långa och väger omkring 12,9 g. Arten har två säckformiga organ med körtlar där svansen möter den del av flygmembranen som ligger mellan bakbenen. Underarmarna är 51 till 57,3 mm långa. Djuret har en påfallande liten tumme som nästan är gömd i vingen. Håren är nära roten ljusgrå eller ljusbrun och annars vit vad som ger en vitaktig pälsfärg. Avvikande är korta svarta hår kring ögonen. Även handens klor och bakfötterna är svarta. Däremot finns en gulaktig flygmembran. Tandformeln är I 1/3 C 1/1 P 2/2 M 3/3.
Denna fladdermus förekommer i Amazonområdet i norra Brasilien och i angränsande regioner av nordöstra Peru, Colombia, Venezuela och regionen Guyana. Arten vistas i låglandet och i låga bergstrakter upp till 1000 meter över havet. Diclidurus scutatus lever i fuktiga habitat.
Individerna vilar troligen i täta bladverk. De jagar efter flygande insekter och flyger därför högt över marken. I människans samhällen fångar de insekter som samlas kring ljuskällor.